# Eichhornia crassipes
Ейхо́рнія гіаци́нтова, або (звичайний) водяний гіацинт (Eichhornia crassipes), — вид багаторічних трав'янистих водяних рослин родини понтедерієвих (Pontederiaceae) амазонського басейну, вид, що має сильну тенденцію до поширення поза межами свого природного середовища. В Європейському Союзі включено до офіційного переліку чужорідних інвазійних видів.

## Середовище
Водяний гіацинт росте на поверхні прісних водойм. Він росте в тропіках і субтропіках Америки, зокрема в басейні Амазонки, де середня температура протягом усього року становить 20-27 градусів за Цельсієм. Водяний гіацинт плаває на поверхні і тільки іноді вкорінюються в мулистому ґрунті. Так звана «зелена маса» перебуває на поверхні води, а корені — під водою. Корені нерідко слугують прихистком для деяких риб (зокрема під час нересту) та мальків. Глибина водойми для цього виду гіацинта не має значення.
Ейхорнію розводять здебільшого у ставках або навіть акваріумах з декоративними рибками. За сприятливих умов, коли вода має низький вміст лугу, ейхорнія розмножується настільки швидко, що може повністю застелити поверхню водойми.

## Опис

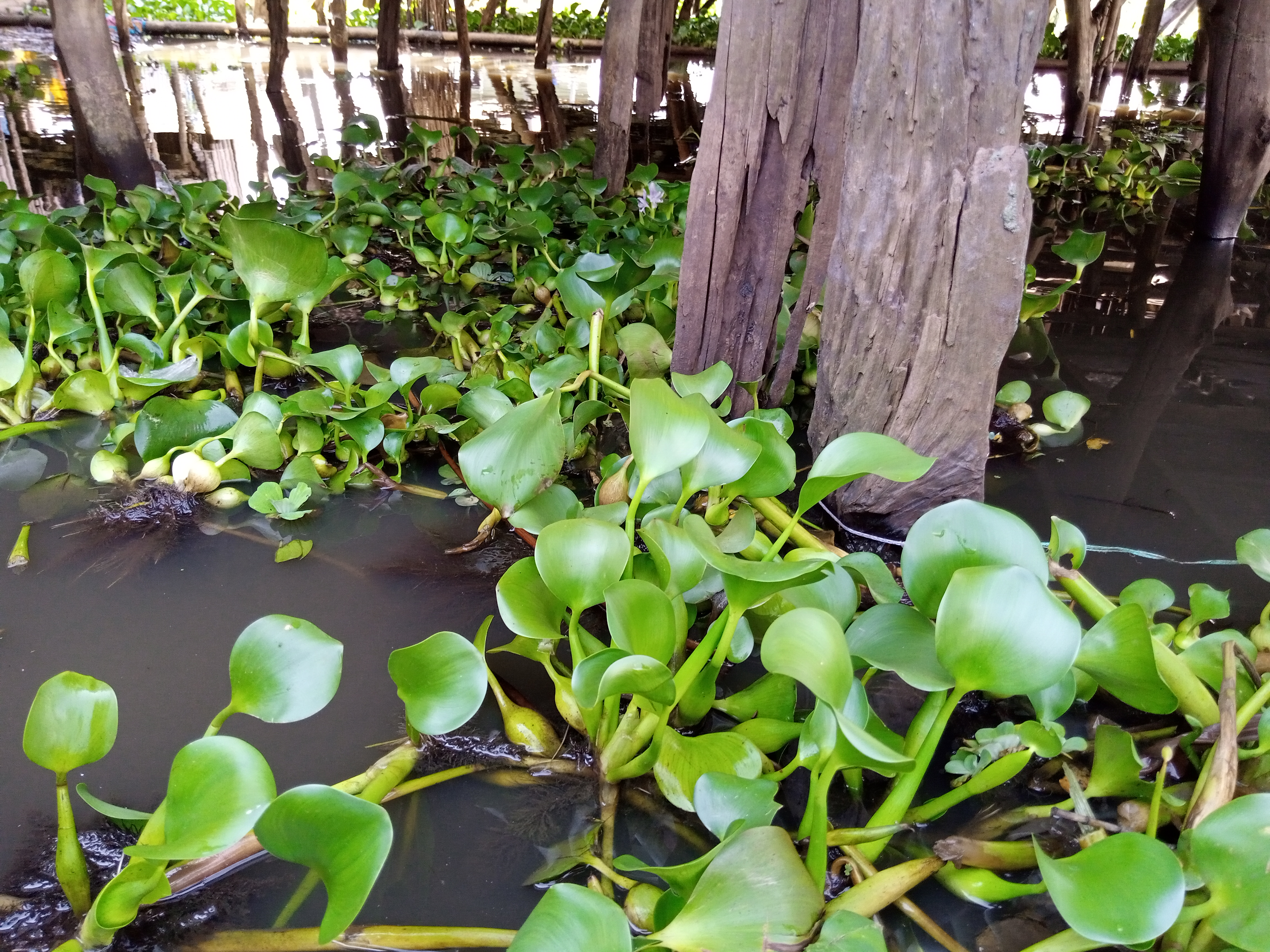
Ейхорнія має досить великі, овальної форми листки

Ейхорнія має досить великі, овальної форми листки. Вони роздуті біля основи стебла — корінця і має повітряні порожнини, які виконують роль поплавців. Листки об'єднуються в кошичок. Суцвіття мають приємний аромат, що трохи схожий на аромат квіток садового гіацинта. Пелюстки квіток прикрашені яскравими темно-синіми цятками. Квітки рожеві, лілові або фіолетові. Температура, необхідна для цвітіння, вища 26 градусів. Квітки ейхорнії розпускаються лише на один день, наступного дня вони в'януть, опускаючись у воду.
Коренева система сильно розвинена, мичкувата, темна. Корені війчасті, тендітні. За хороших умов ейхорнія утворює безліч пагонів і швидко розмножується. Корені водяного гіацинта виростають до пів метра. Вони очищують воду від згубних для мешканців підводного світу бруду і домішок, що скидають у відкриті водойми промисловими підприємствами.

### Розмноження
У серединці квітки розташовані шість тичинок. Гіацинт запилюється тропічними комахами, у результаті запилення утворюється плід у вигляді трьох гнізд з насінням, яке розсіюється під час зниження рівня води в річці.
Насіння, опинившись у мулі, добре розростається. Водяному гіацинтові потрібні добре освітлювані сонцем водойми.
У сприятливих умовах гіацинт ейхорнія розмножується вегетативним шляхом просто у воді. На бічних горизонтальних пагонах, які відростають від кошичка, з'являються відростки з корінцями. Їх потрібно дуже обережно відокремлювати від основної рослини, позаяк у соку гіацинта цього виду міститься ціаниста кислота, яка викликає свербіж шкіри.

## Догляд
У вересні ейхорнію готують до зимового періоду спокою. Коли температура у водоймі ночами падає нижче 10 градусів, ейхорнію виловлюють і поміщають у довільні доступні ємності. Важливо не пропустити момент, інакше квітка може промерзнути і загинути під час зберігання. Вода в ємностях має бути з тої ж водойми, в якій росте квітка. Ємності переносять у теплі освітлювані приміщення. Можна наповнити ємність мулом з водойми, але найкраще гіацинт зберігається плаваючи.
Ейхорнії обов'язково потрібне вологе повітря, тому потрібно стежити, щоб вода в ємності не випаровувалася, особливо якщо вона стоїть на підвіконні або близько від опалювальних приладів. Квітка постійно повинна перебувати у воді.
Також ейхорнія не переносить протягів, тому рекомендують тримати її подалі від балконних дверей. Водночас потрібно забезпечити гіацинтові доступ свіжого повітря, тому утримувати квіти в тераріумі або будь-якому іншому подібному місці неприпустимо.
У зимовий період також треба забезпечити ейхорнії світловий день, тривалість якого буде не менше 12 годин. Для цього ейхорнія поміщається під люмінесцентне освітлення. Тільки в таких умовах вона зуміє відростити нове листя чи принаймні не втратити старе. Якщо позбавити рослину достатнього освітлення, то вона може втрачати листя.
З настанням літа ейхорнія швидко відновлюється. У жодному разі не можна зберігати ейхорнію в підвальних приміщеннях. Якщо ж гіацинт марніє, його переносять у нову водойму, куди можна додати трохи суперфосфату.
Водні гіацинти повертають у рідні водойми навесні, найкраще це робити на початку травня, коли ризик замерзання води мінімальний.

## Економічне значення

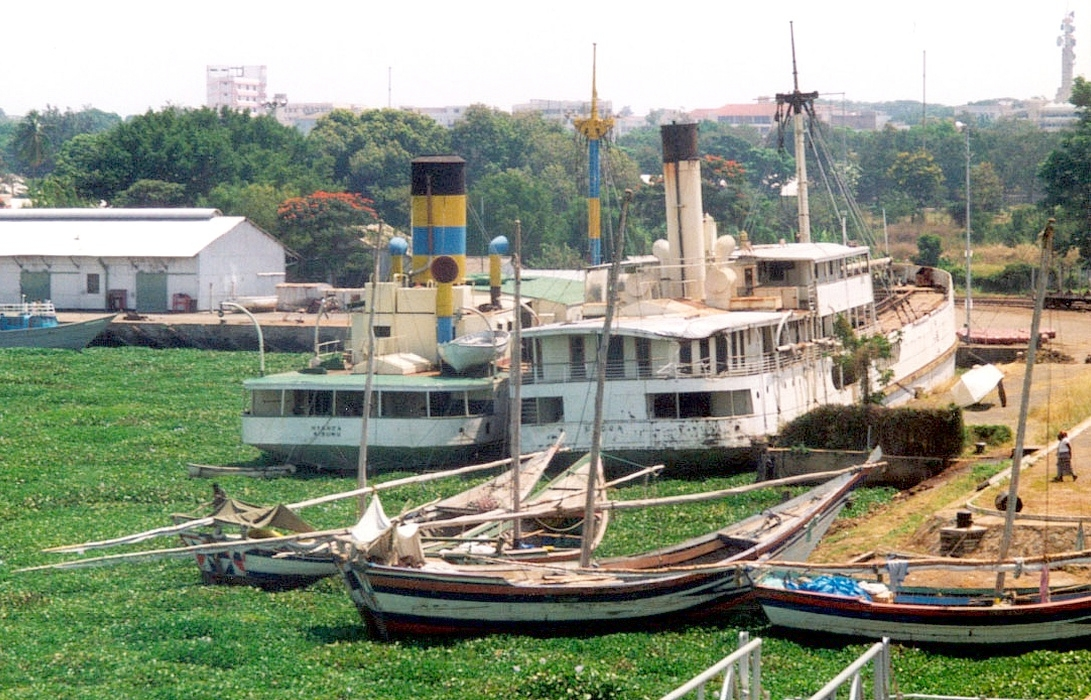
Водяний гіацинт у Кісумському порту

В Америці ейхорнію вважають бур'яном, який знищують різними методами або ж відловлюють на корм худобі. На батьківщині, у Південній Америці, річкові корови — ламантини і рослиноїдні лепорінуси обмежують зростання водяного гіацинта.
У деяких районах з нього отримують біологічне паливо, а на Тайвані зі стебел гіацинта, вирощених у спеціальних розплідниках, готують різні кулінарні страви.
Під впливом кліматичних змін водяний гіацинт стрімко покриває водойми в Африці, ускладнюючи доступ до води, судноплавство й рибний промисел. Щорічний потенційний економічний збиток від поширення цієї рослини для чорного континенту оцінюють у 100 млрд доларів. Величезні зелені острови цієї рослини пливуть униз за течією річок, перекидають човни і рвуть мережі, суцільним зеленим килимом закривають поверхню водойм і гублять під собою все живе.

## Використання ейхорнії в Україні
В умовах України ейхорнію використовують як декоративну рослину для водойм або для очищення стічних вод.
З 2016 р продаж водного гіацинту в ЄС заборонений.

## Галерея

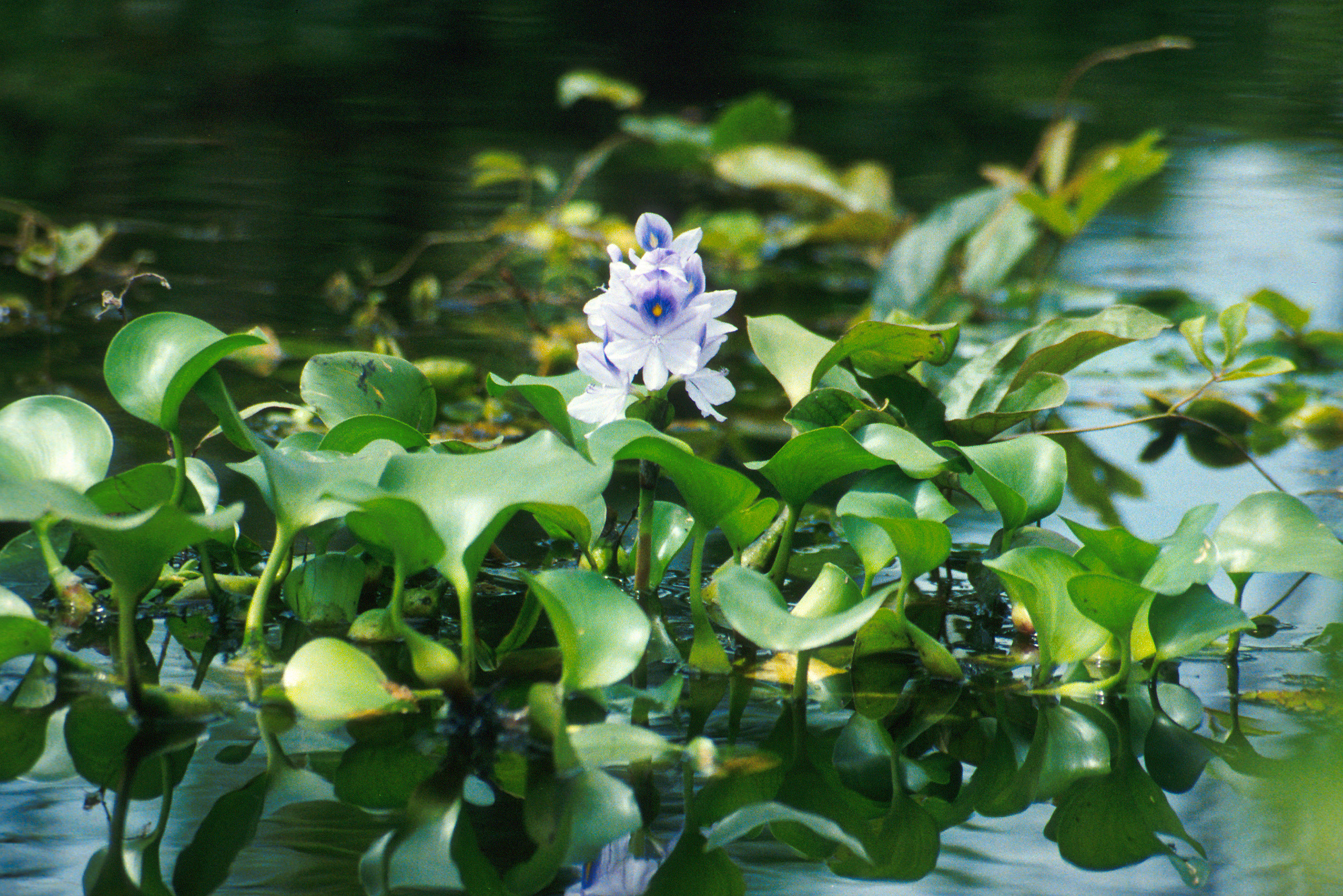
Кущ ейхорнії
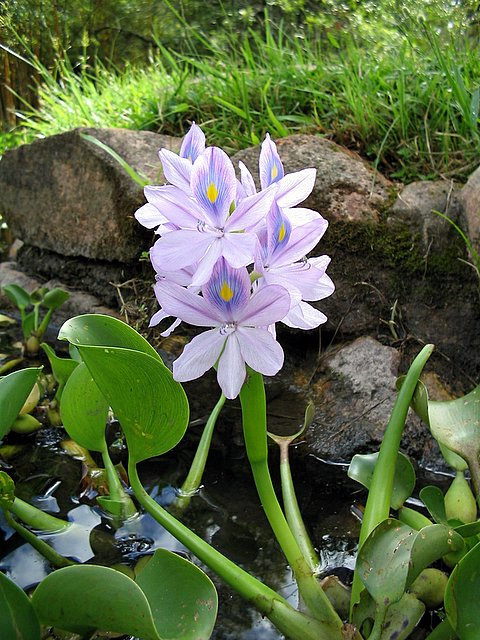
Квітки
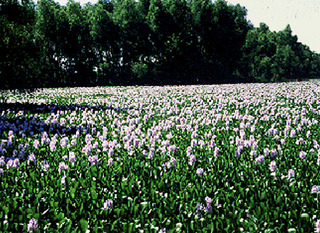
Ставок, укритий водяним гіацинтом
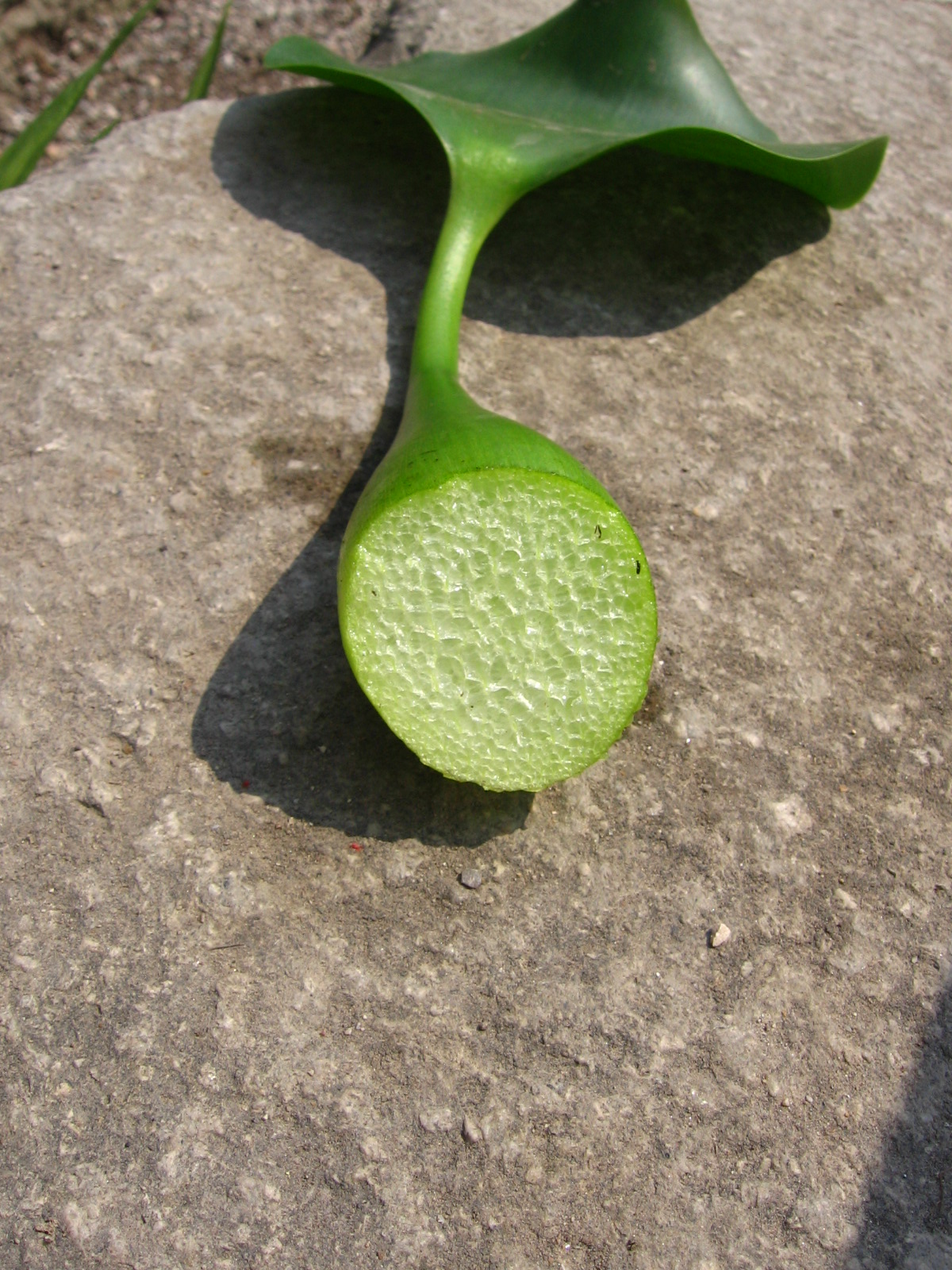
Переріз надутого черешка
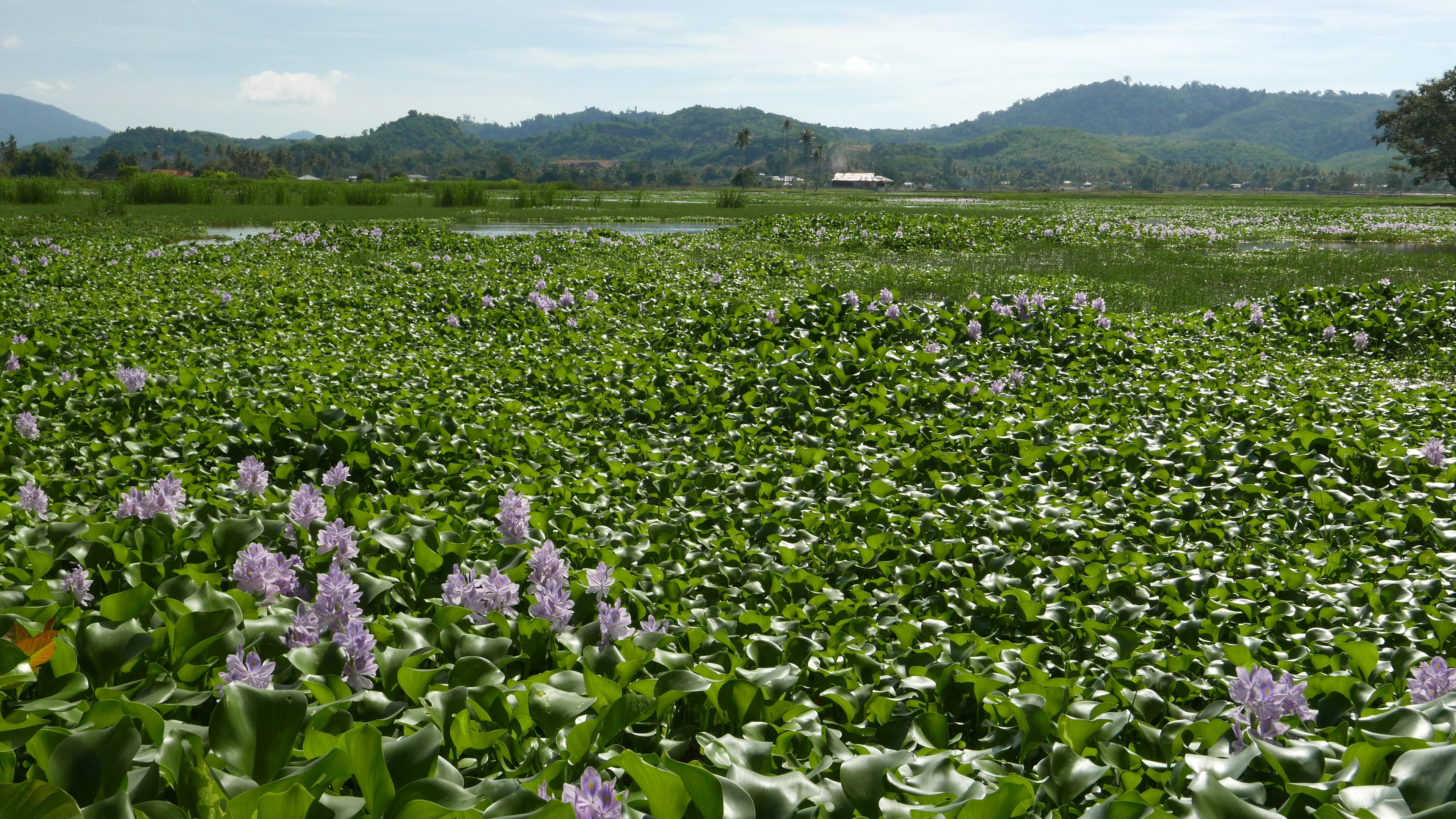
Величезне поле, засаджене ейхорнією